# 科学戦争
科学戦争またはサイエンス・ウォーズ（Science wars）とは、科学論と知的探求の本質をめぐる、科学的実在論者と反ポストモダニストの間の知的交流及び論争である。1990年代に米国を中心に学術誌や主要誌で繰り広げられた。
科学的実在論者（ノーマン・レビット、ポール・R・グロス、ジャン・ブリクモン、アラン・ソーカルなど）は、科学的知識の実在性を擁護し、ポストモダニストが科学的客観性、科学的方法、経験主義、科学知識を事実上拒否したと非難している。ポストモダニストは、科学的パラダイムに関するトーマス・クーンの考えを、科学理論は社会的構築物であると解釈した。また、ポール・ファイヤアーベントなどの哲学者は、他の非実在論的な知識生産が、人々の個人的・精神的需要に応えるのに適していると論じている。
「ポストモダニズム」（ポスト構造主義を参照）に関連する理論の多くは自然科学に介入しなかったが、科学的実在論者はその一般的な影響に狙いを定めた。科学的実在論者は、客観性と実在性の否定に相当する学問の大部分が、20世紀を代表するポスト構造主義の哲学者（ジャック・デリダ、ジル・ドゥルーズ、ジャン＝フランソワ・リオタールなど）の影響を受けており、彼らの研究は理解不能、あるいは無意味だと論じている。この傾向は、カルチュラル・スタディーズ、フェミニスト・スタディーズ、比較文学、メディア・スタディーズ、そして特に科学技術論（Science and technology studies）など、幅広い分野に影響を及ぼしている。